# Kisvezekény
Kisvezekény (szlovákul Malé Vozokany) község Szlovákiában, a Nyitrai kerület Aranyosmaróti járásában.

## Fekvése
Aranyosmaróttól 9 km-re délre, a Zsitva bal oldali mellékfolyója, a Širočina patak jobb partján fekszik.

## Nevének eredete
Neve a besenyő Osli nembeli Vezekény nemzetség nevéből származik, (török: bazakan = dísz, díszecske).

## Története
A régészeti leletek tanúsága szerint már a késői kőkorszakban állt emberi település a területén. Az itt talált agyagszobrocskák a matriarchális kultúra tárgyi emlékei.
Vezekényt 1209-ben "Wezeken" alakban II. András oklevelében említik legkorábban. Kisvezekény 1489-ben "Kyswezeken" néven tűnik fel először. Története során több nemesi család birtoka volt, utolsó birtokosai a Bacskády és Botka családok voltak. 1534-ben 10 portája, 1601-ben 23 háza állt. A 17. században a töröknek adózott. 1720-ban 10 adózója volt. 1710-ben Bacskády Pál barokk kastélyt építtetett ide, melyet 1750 körül rokokó stílusban építettek át. 1828-ban 39 házában 265 lakosa volt, akik mezőgazdasággal foglalkoztak, később a közeli nagybirtokokon dolgoztak. 1847-ben a Botka család vásárolta meg és felújíttatta. Ez a család 1904-ben egy másik olasz stílusú kastélyt, az ún. felső kastélyt is építtetett.
Vályi András szerint "Nagy, és Kis Vezekény. Két faluk Bars Várm. Nagy-Vezekénynek földes Ura az Esztergomi Káptalanbéli Uraság, Kis-Vezekénynek pedig Bocskay, és Szmertsnik Uraságok, lakosaik katolikusok, ’s más félék is; Kis Vezekény amannak filiája; fekszenek Ar. Maróthoz 1 1/2 mértföldnyire; határbéli földgyeik középszerűek, mint vagyonnyaik."
Fényes Elek szerint "Vezekény (Kis-), Bars m. tót falu, 282 kath. lak. F. u. Bocskay, Szmrtnik, s a t. Ut. p. Verebély."
A trianoni békeszerződésig Bars vármegye Verebélyi járásához tartozott.

## Népessége
| Év:            | 1994. | 2004.   | 2014.    | 2024.    |
| -------------- | ----- | ------- | -------- | -------- |
| Emberek száma: | 308   | 325     | 272      | 359      |
| Eltérés:       |       | +5,51 % | -16,30 % | +31,98 % |

| Év:            | 2023. | 2024. |
| -------------- | ----- | ----- |
| Emberek száma: | 359   | 359   |
| Eltérés:       |       | +0 %  |

1880-ban 204 lakosából 172 szlovák és 18 magyar anyanyelvű volt.
1890-ben 193 lakosából 175 szlovák és 15 magyar anyanyelvű volt.
1900-ban 243 lakosából 219 szlovák és 22 magyar anyanyelvű volt.
1910-ben 282 lakosából 184 szlovák, 93 magyar és 5 német anyanyelvű volt.
1921-ben 298 lakosából 278 csehszlovák és 20 magyar volt.
1930-ban 389 lakosából 343 csehszlovák és 44 magyar volt.
1991-ben 305 lakosából 300 szlovák volt.
2001-ben 311 lakosából 308 szlovák és 1 magyar volt.
2011-ben 306 lakosából 286 szlovák és 2 magyar volt.
2021-ben 333 lakosából 1 magyar, 322 (+1) szlovák, 1 cigány, 3 egyéb és 6 ismeretlen nemzetiségű volt.

## Híres személyek
- Itt hunyt el 1885. január 6-án Botka Tivadar történetíró, jogtörténész, az MTA tagja.

## Nevezetességei

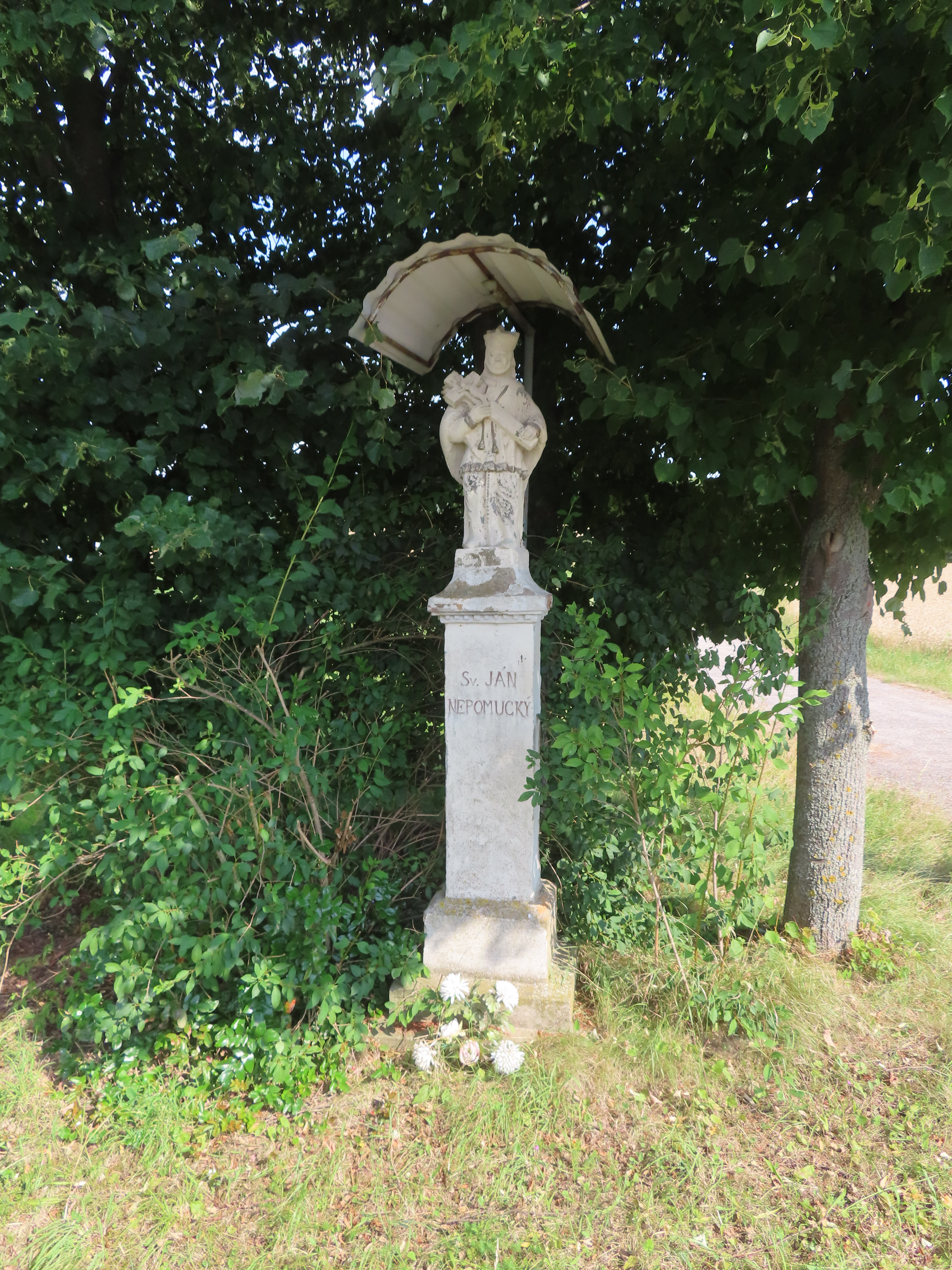

- Szent Anna tiszteletére szentelt római katolikus temploma 1752-ben épült.
- Az alsó kastélyt 1710-ben a Bacskády család építtette barokk stílusban, 40 évvel később rokokó stílusban építették át.
- A felső kastélyt a Botka család építtette 1904-ben, a 17. század francia barokk stílusában. Ma kastélyszállóként működik.
- A családi sírboltban a Botka család hat tagja van eltemetve (az egyik Botka Tivadar ). A család utolsó tagja Teodor von Botka de Széplak et Szánto 1993-ban 105, a 20. század elején festett arcképet adományozott a községnek.

## Külső hivatkozások
- Községinfó
- Kisvezekény Szlovákia térképén
- A kastélyszálló honlapja
- Travelatlas.sk
- Botka Tivadar rövid életrajza
- E-obce.sk Archiválva 2012. február 19-i dátummal a Wayback Machine-ben